# جورج بئا
جورج بئا (انگلیسی: Juraj Bača؛ زادهٔ ۱۷ مارس ۱۹۷۷) قایقران کایاک، و قایقران کانو اهل اسلواکی است.